# Transbordeuses de Cerbère

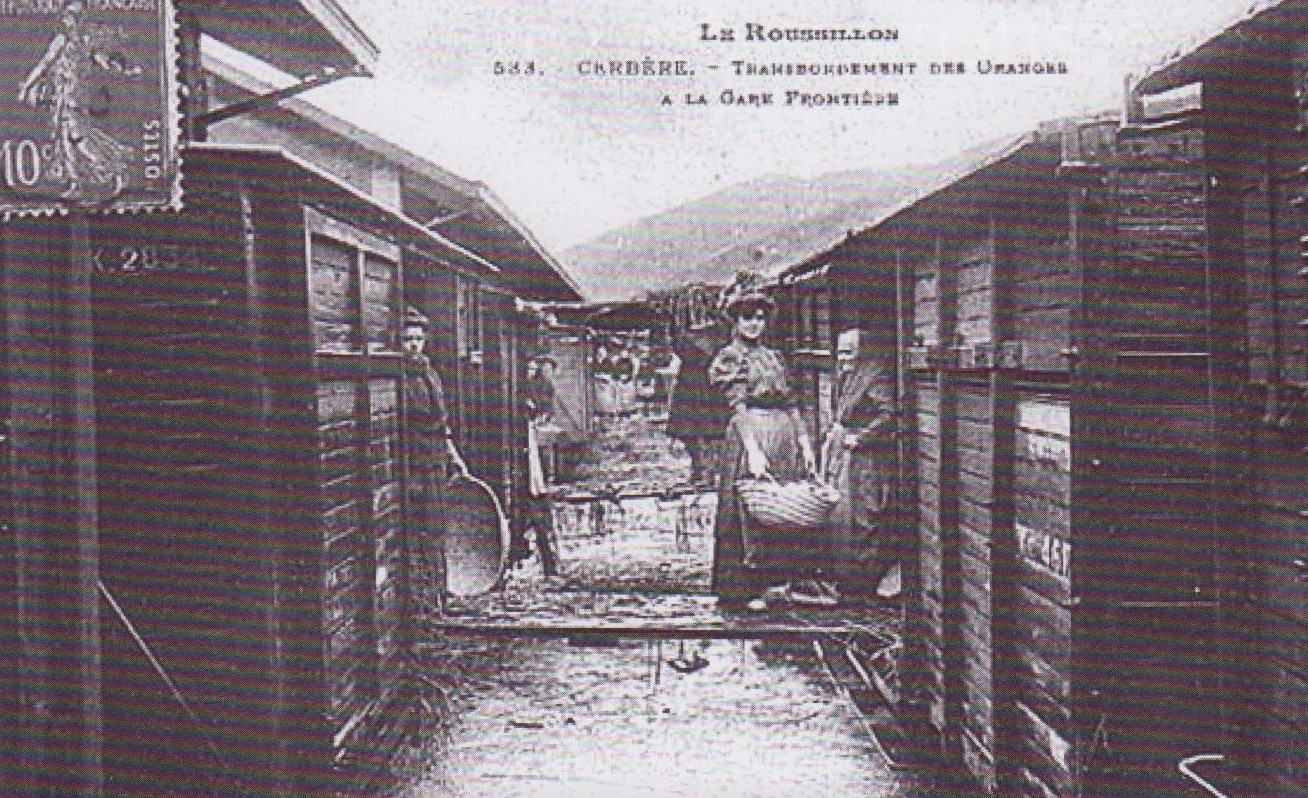
Transbordement des oranges à Cerbère au début du XXe siècle

Les transbordeuses de Cerbère, ou transbordeuses d'oranges, sont des femmes qui, à la fin du XIXe siècle et au début du XXe siècle, sont employées à transporter à bout de bras, dans des couffes, des marchandises depuis les trains venant d'Espagne vers des trains français en gare de Cerbère, dans le département français des Pyrénées-Orientales. Le plus souvent des agrumes (oranges, citrons, etc.). Ce travail est nécessaire du fait que les écartements des voies des chemins de fer français et espagnols sont différents, les trains espagnols chargés de fruits ne pouvant ainsi pas circuler en France. Les transbordeuses sont connues en particulier pour avoir organisé la première grève entièrement féminine en France.

## Le travail
En 1907, le journaliste Albert Thomas décrit ainsi leur travail dans L'Humanité : 

« Sur des voies parallèles, les wagons espagnols sont placés parallèlement à des wagons français. Un pont en bois relie les portières des deux wagons. Une équipe de transbordeuses monte sur ce pont. L'équipe se compose de cinq femmes : trois d'entre elles remplissent les couffes d'oranges dans le wagon espagnol ; la quatrième les transporte à proximité du wagon français ; la cinquième, « la videuse » vide les couffes dans ce wagon et aménage la paille et le papier protecteurs, pour que la marchandise arrive en bon état. La douane plombe le wagon et les pommes d'or reprennent leur voyage. »

## Hommage

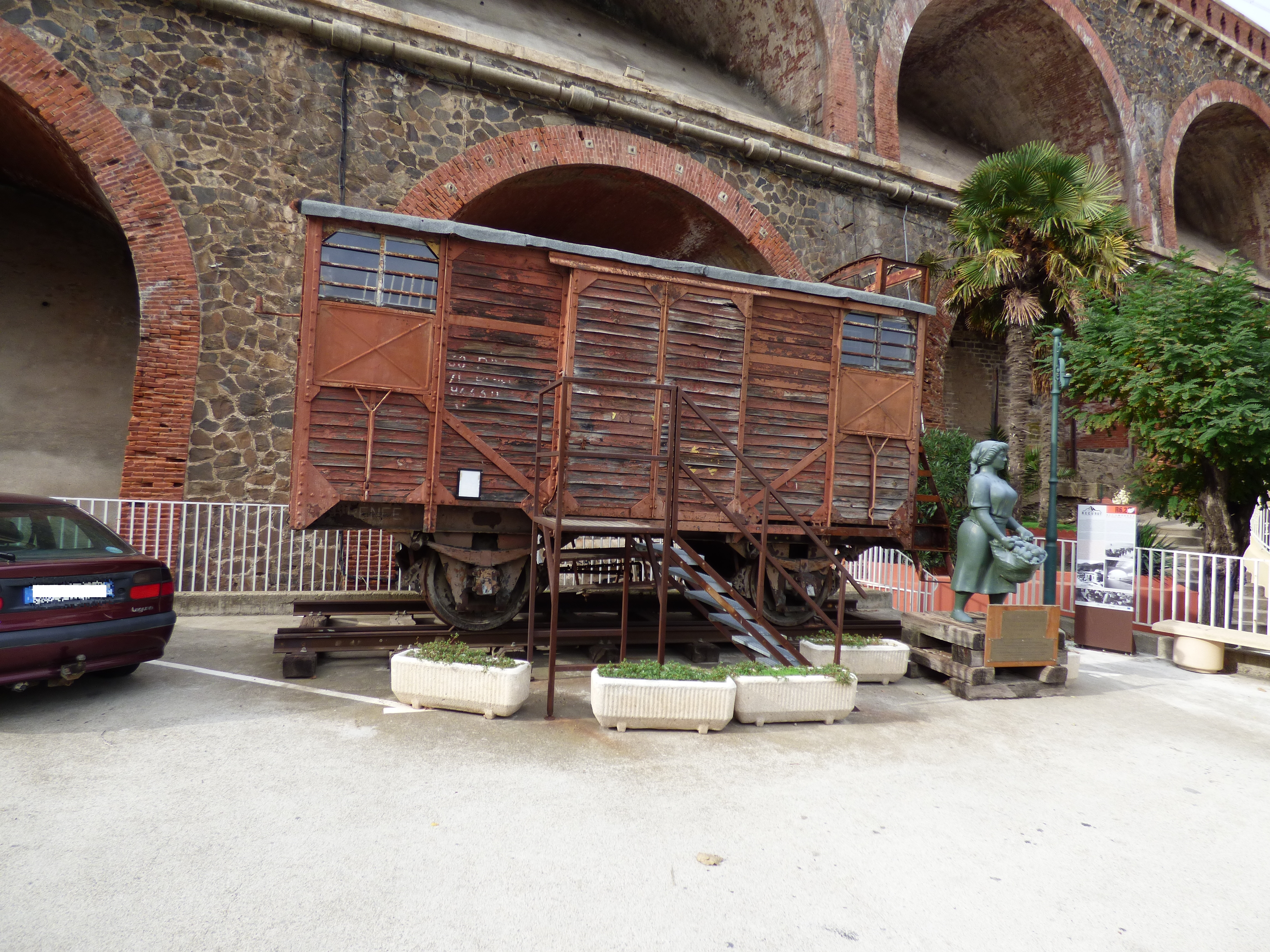
Wagon mémorial des transbordeuses d'oranges à Cerbère (66)

Un monument leur rendant hommage est installé à Cerbère en 1994. Il s'agit d'un wagon devant lequel se tient, sur socle, une statue en résine signée Philippe Laborderie, représentant une transbordeuse à l'échelle un. En juillet 2017, à l'initiative de l'association Shandynamiques, dans le cadre d'une action Nouveaux Commanditaires soutenue par la Fondation de France, une copie en bronze, un "readymade" signé par l'artiste suisse Olivier Mosset, est à son tour érigée sans socle sur une place du village baptisée Placette des Transbordeuses. La statue en résine restaurée en 2016, dans le cadre de l'action Nouveaux Commanditaires ci-avant dite, a été volée en novembre 2019.

#### Bandes dessinées
- La révolte des Orangères, une bande dessinée documentaire sur la grève des transbordeuses d'oranges de 1906. Par Thomas Azuélos (scénario et dessin), dans le troisième numéro de la revue La Déferlante en septembre 2021[3].
- Dans la bd Toute la beauté du monde, les transbordeuses ont inspiré les personnages de Montse, Llucìa et la Mousseigne,  (Thomas Azuélos, scénario et dessin, Futuropolis, janvier 2023).

#### Articles et ouvrages spécialisés
- « Cerbère : quand les femmes en lutte se couchaient sur les voies », L'Indépendant,‎ 14 août 2014
- Albert Thomas, « Transbordeuses d'oranges », L'Humanité,‎ 15 avril 1907 (lire en ligne)
- Michel Cadé, « La grève des transbordeuses d'oranges de Cerbère en 1906 », Bulletin du CREPF, no 4,‎ 1990
- (ca) Berenguer Becat, Cervera l'any 1906 : Lluita de classes en un poble fronterer a principis del segle XX, ICRECS, Institut català de recerca en ciències socials, coll. « Études transfrontalières », 112 p. (ISSN 1961-9340, lire en ligne)

#### Ouvrages généraux
- Madeleine Guilbert, Les femmes et l'organisation syndicale avant 1914 : présentation et commentaires de documents pour une étude du syndicalisme féminin, Éditions du centre national de la recherche scientifique, 1966 (ISSN 1774-2269)

#### Romans inspirés des transbordeuses
- Hélène Legrais, La Transbordeuse d'oranges, Presses de la Cité, 2005 (ISBN 978-2-258-06429-4)
- Nicole Zimmermann, Quai des oranges, Privat, 2005, 295 p. (ISBN 978-2-7089-5833-3)